# Gendarmería Nacional de Argelia
La Gendarmería Nacional de Argelia (GNA) (en árabe: الدرك الوطني), es la fuerza de Gendarmería nacional de la República Democrática Popular de Argelia, forma parte de las Fuerzas Armadas de Argelia, es comandada por un General de división que depende directamente del Ministro de Defensa nacional, su cuartel general está en Chéraga.

## Armamento

### Armas de fuego
| Nombre                          | Imagen   | Origen                 | Tipo                               | Munición             | Fabricante              |
| Pistolas                        | Pistolas | Pistolas               | Pistolas                           | Pistolas             | Pistolas                |
| ------------------------------- | -------- | ---------------------- | ---------------------------------- | -------------------- | ----------------------- |
| Makarov PM                      |          | Unión Soviética        | Pistola semiautomática             | 9 × 18 mm Makarov    |                         |
| Caracal                         |          | Emiratos Árabes Unidos | Pistola semiautomática             | 9 × 19 mm Parabellum |                         |
| Glock 17 / 18                   |          | Austria                | Pistola semiautomática             | 9 × 19 mm Parabellum |                         |
| Glock 31                        |          | Austria                | Pistola semiautomática             | 9 × 22 mm            |                         |
| Beretta 92                      |          | Italia                 | Pistola semiautomática             | 9 × 19 mm Parabellum |                         |
| Subfusiles                      |          |                        |                                    |                      |                         |
| Beretta M12                     |          | Italia                 | Subfusil                           |                      |                         |
| HK MP5                          |          | Alemania               | 9 × 19 mm Parabellum               |                      | Heckler & Koch          |
| HK MP5SD                        |          | Alemania               | 9 × 19 mm Parabellum               |                      | Heckler & Koch          |
| HK MP5K                         |          | Alemania               | 9 x 19 mm Parabellum               |                      | Heckler & Koch          |
| Heckler & Koch MP7              |          | Alemania               | Subfusil                           |                      |                         |
| Fusiles de asalto               |          |                        |                                    |                      |                         |
| AKM                             |          | Unión Soviética        | Fusil de asalto                    |                      |                         |
| Steyr AUG                       |          | Austria                | Fusil de asalto                    |                      |                         |
| Heckler & Koch G36              |          | Alemania               | Fusil de asalto                    |                      |                         |
| Escopetas                       |          |                        |                                    |                      |                         |
| Beretta RS-202M2                |          | Italia                 | Escopeta                           |                      |                         |
| Fusiles de francotirador        |          |                        |                                    |                      |                         |
| Sako TRG 22 / 42                |          | Finlandia              | Fusil de francotirador             |                      |                         |
| Zastava M93 Black Arrow         |          | Serbia                 | Fusil de francotirador             |                      |                         |
| Fusil de francotirador Dragunov |          | Unión Soviética        | Fusil de francotirador             | 7,62 × 54 mm R       | Corporación Kalashnikov |
| Ametralladoras                  |          |                        |                                    |                      |                         |
| RPD                             |          | Unión Soviética        | Ametralladora ligera               | 7,62 × 39 mm         |                         |
| RPK                             |          | Unión Soviética        | Ametralladora ligera               |                      |                         |
| Ametralladora PK                |          | Unión Soviética        | Ametralladora de propósito general |                      |                         |

### Armas eléctricas
| Nombre                 | Imagen                 | Origen                 | Tipo                   |
| Armas de electrochoque | Armas de electrochoque | Armas de electrochoque | Armas de electrochoque |
| ---------------------- | ---------------------- | ---------------------- | ---------------------- |
| X-26                   |                        | Estados Unidos         | Taser                  |

### Lanzacohetes
| Nombre       | Imagen       | Origen          | Tipo                          |
| Lanzacohetes | Lanzacohetes | Lanzacohetes    | Lanzacohetes                  |
| ------------ | ------------ | --------------- | ----------------------------- |
| RPG-7        |              | Unión Soviética | Granada propulsada por cohete |

### Lanzagranadas acoplado
| Nombre                 | Imagen                 | Origen                  | Munición               | Fabricante                                                                   |
| Lanzagranadas acoplado | Lanzagranadas acoplado | Lanzagranadas acoplado  | Lanzagranadas acoplado | Lanzagranadas acoplado                                                       |
| ---------------------- | ---------------------- | ----------------------- | ---------------------- | ---------------------------------------------------------------------------- |
| GP-25                  |                        | Argelia Unión Soviética | Granada de 40 mm       | Empresa de Construcciones Mecánicas de KhenchelaKBP Instrument Design Bureau |

## Equipamiento

### Cascos
| Nombre        | Imagen | Origen         | Tipo             |
| Cascos        | Cascos | Cascos         | Cascos           |
| ------------- | ------ | -------------- | ---------------- |
| Casco SPECTRA |        | Francia        | Casco de combate |
| Casco MICH    |        | Estados Unidos | Casco de combate |

## Vehículos
La Gendarmería es una fuerza de gran movilidad y tiene un moderno sistema de comunicaciones que conecta a sus diversas unidades entre ellas y el Ejército Argelino. El equipo incluye armas ligeras y vehículos blindados. En 1993, la gendarmería argelina tenía 44 vehículos de transporte blindado de personal Panhard M3 (una variante del automóvil blindado militar Panhard AML), 50 vehículos blindados de transporte de personal Fahd, 28 helicópteros ligeros Mil Mi-2 y 10 AgustaWestland AW109, además de helicópteros Eurocopter AS355 Ecureuil 2.

### Automóviles
| Nombre                    | Imagen | Origen          | Tipo                          |
| ------------------------- | ------ | --------------- | ----------------------------- |
| Toyota Corolla            |        | Japón           | Automóvil de turismo          |
| Subaru Impreza            |        | Japón           | Automóvil de turismo          |
| Hyundai i30               |        | Corea del Sur   | Automóvil de turismo          |
| Volkswagen Golf V         |        | Alemania        | Automóvil de turismo          |
| Volkswagen Polo IV        |        | Alemania        | Automóvil de turismo          |
| Peugeot 307               |        | Francia         | Automóvil de turismo          |
| Škoda Rapid               |        | República Checa | Automóvil de turismo          |
| Hyundai Santa Fe          |        | Corea del Sur   | Crossover                     |
| Tata Safari               |        | India           | Crossover                     |
| Toyota Land Cruiser       |        | Japón           | Vehículo utilitario deportivo |
| Toyota Land Cruiser Prado |        | Japón           | Vehículo utilitario deportivo |
| Nissan Patrol             |        | Japón           | Vehículo todoterreno          |
| Mercedes-Benz Clase G     |        | Alemania        | Vehículo todoterreno          |
| Ford F-150                |        | Estados Unidos  | Pickup                        |
| Iveco Daily               |        | Italia          | Furgoneta                     |

### Blindados
| Nombre         | Imagen | Origen                 | Tipo                                |
| -------------- | ------ | ---------------------- | ----------------------------------- |
| Fahd 200       |        | Egipto                 | Transporte blindado de personal     |
| BCL M-5        |        | Argelia                | Transporte blindado de personal     |
| Panhard M3     |        | Francia                | Transporte blindado de personal     |
| Panhard AML-60 |        | Francia                | Automóvil blindado militar          |
| NIMR ISV       |        | Emiratos Árabes Unidos | Vehículo de movilidad de infantería |

### Helicópteros
| Nombre                        | Imagen | Origen  | Tipo                   |
| ----------------------------- | ------ | ------- | ---------------------- |
| AgustaWestland AW109          |        | Italia  | Helicóptero utilitario |
| Eurocopter AS350 Ecureuil     |        | Francia | Helicóptero ligero     |
| Eurocopter AS355 Ecureuil 2   |        | Francia | Helicóptero ligero     |
| Aérospatiale AS550/555 Fennec |        | Francia | Helicóptero utilitario |

### Motocicletas
| Nombre      | Imagen | Origen   | Tipo        |
| ----------- | ------ | -------- | ----------- |
| BMW K100RS  |        | Alemania | Motocicleta |
| BMW R1100RT |        | Alemania | Motocicleta |
| BMW R1200RT |        | Alemania | Motocicleta |

## Historia
Fue creada el 23 de agosto de 1962, poco después de la guerra de Independencia de Argelia. En 2012, la gendarmería constaba de 130.000 efectivos. Aunque en general se la considera una fuerza paramilitar versátil y competente, la gendarmería ha sido puesta a prueba severamente en el manejo de los disturbios civiles desde 1988. Con frecuencia ha carecido de personal suficiente en el lugar de los disturbios y sus unidades no han sido entrenadas ni equipadas adecuadamente para el control de disturbios, por ello se crearon los Grupos de Intervención. La Gendarmería Nacional, ha demostrado su capacidad de erradicar a los grupos terroristas que operan desde escondites en las montañas.
El comandante actual es el general Nouredine Gouasmia, quien sucedió al general Abderrahmane Arar en 2020.
La gendarmería es responsable de mantener la ley y el orden en los pueblos, ciudades y zonas rurales; proporcionar vigilancia de seguridad a los habitantes locales; y representar a la autoridad gubernamental en regiones remotas, especialmente donde han ocurrido tensiones y conflictos en el pasado.

## Organización
La gendarmería está organizada en batallones, cuyas compañías y pelotones están dispersos en comunidades individuales y puestos de avanzada en el desierto. Su cuartel general regional se encuentra en las mismas ciudades que los seis cuarteles generales regionales militares con subdivisiones en las cuarenta y ocho provincias o valiatos. Consta de un Cuartel General en Argel y seis Comandos Regionales (Divisiones) subordinados, más cuatro comandos de Reclutamiento y Entrenamiento, Inteligencia, Administración y Detección. Hay seis comandos regionales, y cada uno manda de tres a cuatro brigadas. Además de utilizar el apoyo proporcionado por los militares franceses desde la independencia, la gendarmería opera sus propias escuelas para estudios introductorios y avanzados. El principal centro de formación de la gendarmería está en Sidi Bel Abbès. La escuela de oficiales está en Issers, a unos 80 kilómetros al este de Argel.

## Unidades
También existen varias unidades especializadas dentro de la gendarmería, y se establecieron para enfrentar el aumento de delitos y delincuentes:
- Unidad administrativa.

- Formación de Entrenamiento Aéreo.

- Unidad de Guardias Fronterizos, creada el 17 de noviembre de 1977.

- Unidad de Protección del Patrimonio cultural.

- Unidad de Protección Ambiental.

- Brigada de Protección al Menor, creada en 2011.

- Secciones de Seguridad e Intervención (SSI).

- Destacamento Especial de Intervención (DEI), fue creado el 27 de agosto de 1989.[6]